# Tariel Oniani
Tariel Oniani (georgisch ტარიელ ონიანი; geb. 2. Juni 1952 in Tqibuli, Georgische SSR, Sowjetunion) ist ein georgischer Boss der russischen Mafia und ein bekannter Dieb im Gesetz. Bekannt ist er auch unter seinem Spitznamen „Taro“.

## Herkunft und Familie
Oniani gehört der Volksgruppe der Swanen an. Er wurde 1952 in der Georgischen SSR (heute Georgien) in der Bergbaustadt Tqibuli geboren. Sein Vater Guram Oniani war ein Bergmann und kam bei einem Grubenunglück ums Leben. Nach dem Tod des Vaters zog die Familie nach Kutaissi.

## Kriminelle Laufbahn
Im Alter von 17 Jahren stand Oniani zum ersten Mal wegen Raub und Diebstahl vor Gericht. In den nächsten Jahren folgten sieben weitere Verurteilungen für Raubüberfälle, Waffenbesitz, Drogenhandel und Erpressung. 1989 zog Oniani nach Moskau, wo er die sogenannte Kutaissi-Gruppierung anführte. Schon in den 1980er Jahren galt Oniani in Moskau als prominenter Dieb im Gesetz. 
1992 zog Oniani nach Paris, wo er Alimschan Tochtachunow vorgestellt wurde. Nachdem er verschiedener Straftaten angeklagt wurde, zog er weiter nach Spanien und stieg dort in die Bauwirtschaft ein. Im März 2003 fand in Spanien ein wichtiges Treffen der „Diebe im Gesetz“ statt, an dem neben Oniani auch Zacharij Kalaschow (Schakro molodoj), Aslan Usojan (Opa Hassan), Wladimir Tjurin (Tjurik), Witali Izgilow (Zwer, Witalik Machatschkalinski), Merab Gogija (Merab, Melija), Dschamal Chatschidze (Dschamal, Repräsentant der Solnzewo-Bruderschaft), Vahtang Kardava (Wacho), Mamuka Mikeladze (Mamuka), Armen Arutjunow und Leonid Kaplan (Leon Lann) teilnahmen. Hierbei wurde beschlossen, zu Zwecken der Geldwäsche in Spanien ein Firmennetzwerk zu installieren, mit dessen Hilfe das kriminell erworbene Kapital in die Immobilien an der Costa del Sol investiert werden sollte. Dazu wurden unter anderem die Firmen Suninvest 2000, Elviria Invest, Megrisa, Megabetta V & N und Inmobiliarios Estepona gegründet. Im Juni 2005 führte die spanische Polizei unter dem Codenamen „Operation Avispa“ eine großangelegte Sting-Operation durch. Unter den 28 verhafteten Verdächtigen, von denen 22 mutmaßliche russische Mafiabosse waren, befand sich auch Oniani. Er wurde wegen Geldwäsche, Schlepperei und Bildung krimineller Vereinigungen angeklagt, konnte jedoch der Polizeiaktion entkommen, während 28 Mitglieder seiner Bande und für einige Tage sogar seine zwölfjährige Tochter Gwantsa von der Polizei festgenommen wurden.
Oniani kehrte nach den Ereignissen in Spanien nach Moskau zurück, änderte seinen Namen zu Tariel Muluchow und nahm anstelle der georgischen die russische Staatsbürgerschaft an, worauf es zu Spannungen zwischen ihm und seinem Rivalen Aslan Usoyan („Opa Hassan“) kam. Bei einem erfolglosen Versuch, diese Spannungen beizulegen, trafen sich Vertreter beider Seiten im Juli 2008 auf einer Yacht auf der Moskwa. Die Spezialeinheit Speznas erhielt Notiz von diesem Treffen, und Oniani wurde mit Dutzenden weiterer Gangster auf der Yacht festgenommen. Die Gangster baten den Unterweltpaten Wjatscheslaw Iwankow „Japontschik“ um eine Vermittlung zwischen beiden Seiten, worauf dieser Partei für den erfahreneren Usoyan ergriff. Im Juli 2009 wurde Iwankow beim Verlassen eines Restaurants von einem Killer angeschossen und starb knapp drei Monate später an seinen Verletzungen, was mit seiner Parteinahme für Usoyan in Verbindung gebracht wurde. Seinerseits wurde Usoyan, der ein erstes Attentat im September 2010 überlebt hatte, im Januar 2013 erschossen.
Im März 2009 ließ Oniani den Moskauer Geschäftsmann Johnny Manadze entführen und forderte von dessen Familie ein Lösegeld in Höhe von 500.000 US-Dollar. Nach drei Tagen und einer Zahlung von 218.000 Dollar wurde Manadze wieder freigelassen. Im Juli 2010 wurden Oniani und Männer aus seinem Umkreis für die Entführung von Manadze zu zehn Jahren Gefängnis verurteilt. Im März 2011 wurde Oniani kurzfristig nach Spanien ausgeliefert, um eine dort verhängte Strafe abzusitzen. Am 9. April 2019 wurde er aus dem Gefängnis in der Oblast Orenburg entlassen. Beim Verlassen der Haftanstalt wurde er noch an demselben Tag wieder verhaftet, weil er von Spanien zur internationalen Fahndung ausgeschrieben wurde. Die russischen Rechtsschutzorgane gehen davon aus, dass Oniani Anfang der 2000er die russische Staatsbürgerschaft auf illegale Weise erhalten hatte, und planen daher, ihm nach Verbüßung seiner Haftstrafe in Spanien die russische Staatsangehörigkeit zu entziehen.